# NGC 7199
NGC 7199 is een balkspiraalstelsel in het sterrenbeeld Indiaan. Het hemelobject werd op 22 juni 1835 ontdekt door de Britse astronoom John Herschel.

## Synoniemen
- ESO 108-14
- PGC 68124